# جلان بيرسي
جلان بيرسي (بالإنجليزية: Glen Percy)‏ هو مدير فني أمريكي، ولد في 10 ديسمبر 1928، وتوفي في 23 يونيو 2014 في إيولا في الولايات المتحدة.